# 懷爾德伍德 (肯塔基州)
懷爾德伍德（英語：Wildwood）是一個位於美國肯塔基州傑佛遜縣的城市。

## 地方資料
根據2020年美國人口普查的數據，懷爾德伍德的面積為0.19平方千米，當中陸地面積為0.19平方千米，而水域面積為0.00平方千米。當地共有人口281人，而人口密度為每平方千米1,478.95人。